# 김평우
김평우(金平祐, 1945년 1월 10일 ~ )는 대한민국의 법조인이다. 서일합동법률사무소 소속 변호사를 역임하고 있다.

## 생애
경상남도 사천에서 소설가 겸 시인이었던 김동리의 둘째 아들로 출생하였으며 본관은 선산(善山)이다. 지난날 한때 경상북도 경주에서 잠시 유아기를 보낸 적이 있는 그는 훗날 서울에서 성장하였으며 1960년 경기중학교, 1963년 경기고등학교를 졸업했고 1967년 서울대학교 법과대학을 수석으로 학사 학위 취득하였다. 1967년에는 제8회 사법시험에 합격했다.
1969년까지 서울대학교 사법대학원을 나온 그는 1969년부터 1972년까지 군법무관으로 복무했다. 1972년부터 1979년까지 서울형사지방법원(현재의 서울중앙지방법원), 청주지방법원 충주지원에서 판사로 재직했다. 1979년부터 1980년까지 미국 하버드 대학교에서 로스쿨에 해당하는 법과대학원에서 객원 연구원 과정을 이수하면서 법학과 석사 학위를 취득했다.
1981년에는 미국 뉴욕 휘트먼 앤 랜섬(Whitman & Ransom) 법률사무소에서 외국인 변호사로 근무했다. 1982년 대한민국으로 귀국한 뒤에는 법무법인 세종에서 변호사로 근무했으며 1985년에는 김송합동법률사무소에서 변호사로 근무했다. 1997년부터 1999년까지 대한변호사협회 총무이사 겸 사무총장을 역임했고 2000년에는 대한변호사협회 21세기변호사위원회 위원을 역임했다.
2000년부터 2001년까지 현대증권 법률담당 부사장을 역임했으며 2000년부터 2002년까지 세계한인변호사회 회장을 역임했다. 2001년에는 법무법인 충정 소속 변호사, 2004년에는 서일합동법류사무소 소속 변호사로 근무했고 2005년에는 대한공증협회 부회장을 역임했다.
2006년부터 2008년까지 서강대학교에서 법학대학 교수로 근무했으며 2009년 2월부터 2011년 2월까지 제45대 대한변호사협회 회장을 역임했다. 2012년에는 국민훈장 무궁화장을 수여받았다. 2016년부터 2017년까지 박근혜 대통령 탄핵 반대 시위에 참여했고 대한민국 헌법재판소의 박근혜 대통령 탄핵 심판 과정에서 서석구 등과 함께 피청구인 박근혜 대통령의 대리인단을 맡았다.

## 저서
- 《탄핵을 탄핵한다》 (2017년, 조갑제닷컴)
- 《한국의 법치주의는 죽었다》 (2017년, 조갑제닷컴)